# Gijzeling in Beslan
De gijzeling in Beslan was een gijzelingsactie waarbij in een school in de Russische stad Beslan in Noord-Ossetië meer dan 1100 schoolkinderen en volwassenen werden vastgehouden door een groep van enkele tientallen gewapende Tsjetsjeense gijzelnemers. De gijzelingsactie begon op 1 september 2004, in School Nummer Eén. Op 3 september 2004, de derde dag van de gijzeling, ontstond er een schietpartij tussen de gijzelnemers en de Russische veiligheidsdienst. Bij de gijzeling kwamen 334 mensen om het leven, onder wie 186 kinderen. Sommige bronnen daarentegen spreken van 385 of meer doden. Tevens vielen er honderden gewonden.
De verantwoordelijkheid voor de terroristische daad werd opgeëist door de Tsjetsjeen Sjamil Basajev.

## Achtergrond
De gijzeling van de school in Beslan was een dieptepunt van een langlopend conflict tussen Tsjetsjeense separatisten en de Russische regering. De separatisten streven al jaren naar een onafhankelijk Tsjetsjenië, terwijl de Russische regering deze afscheiding probeert te voorkomen. De gewapende strijd tussen de partijen zorgde voor veel binnenlandse spanning en wordt gekenmerkt door een veelheid aan misdaden tegen de menselijkheid. 
Op de dag van de gijzeling, 1 september, wordt ieder schooljaar op iedere school in de Russische Federatie een feest gevierd genaamd de "Dag van Kennis". De kinderen trekken op die dag hun mooiste kleren aan en worden door hun ouders en andere familieleden vergezeld.
In 2004 sloegen op deze dag doelbewust terroristen toe en gijzelden de kinderen en volwassenen van School Nummer Eén in Beslan. Ze probeerden met deze actie de terugtrekking van Russische troepen uit Tsjetsjenië en de komst van diverse hoge politici naar de school te forceren. De actie draaide echter uit op een bloedbad.

## Verloop van de gijzeling

### Dag 1
Op 1 september 2004 om 09:30 plaatselijke tijd (07:30 Midden-Europese Tijd), de ochtend van de eerste dag van de herfstperiode van de school, bestormde een groep van rond de dertig gewapende mannen en vrouwen, rijdend in GAZ-66 militaire vrachtauto's, de middelste klassen van Beslan Nummer Eén. De meeste aanvallers droegen zwarte bivakmutsen en sommigen droegen riemen met daaraan explosieven bevestigd. Na een schotenwisseling met de politie, waarbij vijf agenten en een dader gedood werden, namen de gijzelnemers de controle over de school over en hielden meer dan 1100 mensen vast. Dit getal werd later door leraren bevestigd. Ongeveer vijftig mensen hadden het geluk in de chaos van de eerste aanval te ontsnappen. De meeste gegijzelden waren tussen de zeven en achttien jaar oud.
Aanvankelijk was er veel verwarring over hoeveel gijzelaars er in de school waren. De regering verklaarde dat er circa 350 mensen in de school werden vastgehouden, maar andere bronnen verklaarden dat het er misschien wel 1000 konden zijn.
Al snel na de bestorming werd er door omstanders een schietpartij gehoord in de school. Vele getuigen dachten dat dit bedoeld was ter intimidatie van de Russische veiligheidsdienst. Het bleek later dat de gijzelnemers twintig volwassen mannelijke gijzelaars hadden gedood en hun lichamen uit de gebouwen hadden verwijderd.
Er werd spoedig een veiligheidskordon rond de school geïnstalleerd, bestaande uit Russische politie- en legereenheden, Spetsnaz, inclusief het alfa antiterroristenteam, en leden van Ministerstvo Vnutrennih Del (MVD).
De terroristen dwongen de gijzelaars naar de gymzaal te gaan, en voorzagen het gebouw van geïmproviseerde explosieveninstallaties. Ze dreigden de school op te blazen zodra regeringseenheden de school zouden aanvallen. De Russische regering zei aanvankelijk dat het zou willen voorkomen haar militaire middelen in te zetten om de gijzelaars te redden; ze hoopte dat via onderhandelingen tot een vreedzame oplossing zou kunnen worden gekomen. Later moest de regering echter op dit streven terugkomen, omdat de gijzelnemers weigerden te onderhandelen.
Tegen de avond van de eerste dag van de gijzeling werd de Veiligheidsraad van de Verenigde Naties bijeengeroepen. Raadsleden eisten daar "de onmiddellijke en onvoorwaardelijke vrijlating van alle gijzelaars van de terroristische aanslag". De Amerikaanse president George W. Bush gaf Rusland zijn onvoorwaardelijke steun bij het oplossen van de crisis.

### Dag 2
Op 2 september 2004 bleken onderhandelingen tussen de gijzelnemers en Rusland onsuccesvol te zijn. De terroristen weigerden zelfs voedsel, water en geneesmiddelen onder de gijzelaars te verstrekken en lieten geen instanties toe om de doden uit het gebouw te verwijderen. Vele gijzelaars, voornamelijk kinderen, ontkleedden zich om de extreme warmte in de gebouwen te kunnen verdragen. Dit leidde tot geruchten van seksueel misbruik door de gijzelnemers, maar deze bleken later ongegrond.
's Middags gingen de gewapende strijders toch akkoord met de vrijlating van 26 vrouwen met baby's.
Rond 15:30 vonden er twee explosies plaats in de school, ongeveer 10 minuten na elkaar. Deze bleken later explosies van raket-aangedreven granaten te zijn.

### Dag 3
In de namiddag van 3 september 2004 gingen de gijzelnemers akkoord met de komst van medische instanties om de lijken te verwijderen van het schoolplein. Ruimingseenheden betraden het schoolterrein, maar na enkele seconden (rond 13:04) openden de gijzelnemers het vuur op hen, waarna twee explosies werden gehoord. Twee hulpverleners werden gedood; de rest kon vluchten. Als gevolg van de explosies stortte een deel van de gymzaal in, waardoor een groep van ongeveer dertig gijzelaars de kans kreeg te ontsnappen. De groep werd door de gewapende mannen beschoten, waarbij sommige gevangenen werden gedood. Anderen wisten te ontsnappen.
Waarschijnlijk was dit het moment dat Russische speciale eenheden hun actieplan in werking stelden om de school te bestormen om al mogelijke overlevenden te redden. Er brak een chaotische strijd uit toen de speciale eenheden de school probeerden binnen te gaan en de gijzelaars te laten ontsnappen. Een grote groep soldaten bestormde het gebouw, evenals speciale eenheden, nationale legereenheden, gewapende helikopters en ten minste één tank. Zelfs plaatselijke burgers startten de aanval met hun eigen wapens.
De gijzelnemers lieten explosieven ontploffen, waarbij de gymzaal en een groot deel van de rest van het gebouw werd vernietigd, mede doordat er brand uitbrak. Speciale commando's maakten op hun beurt gaten in de muren om gijzelaars te laten ontsnappen. Rond 15:00, twee uur nadat de aanval begon, claimden Russische troepen controle om het grootste deel van de school. Toch ging de gevechten nog steeds verder. In de kelder werden drie gewapende mannen samen met een aantal gijzelaars opgespoord. Zij kwamen allemaal om het leven.
Tijdens de strijd brak een groep van ongeveer 13 gijzelnemers door het militaire kordon. Naar verluidt waren hieronder twee vrouwen, die zogezegd waren vermomd als hulpverleners om de militairen op het verkeerde been te zetten.
Volgens officiële gegevens stierven bij de aanval 331 burgers. Ten minste één overlevende vrouwelijke gijzelaar pleegde zelfmoord. Vele andere overlevenden verkeerden in shock. Anderen stierven in het ziekenhuis aan hun verwondingen. Tijdens de operatie werden 11 strijders van de speciale divisies "Alfa" en "Vympel" gedood, waaronder de commandant van "Vympel".

### Dagen 6 en 7
De Russische president Vladimir Poetin kondigde twee dagen van nationale rouw af, te weten 6 en 7 september. Op 7 september namen 135.000 mensen deel aan een antiterreurdemonstratie op het Rode Plein in Moskou. Poetin annuleerde zijn geplande ontmoeting met de Duitse bondskanselier Gerhard Schröder in Hamburg.

## Nasleep
De verantwoordelijkheid voor de terroristische daad werd op 17 september 2004 opgeëist door de Tsjetsjeense terrorist Sjamil Basajev en zijn compagnon Magomet Jevlojev.
De identiteit achter de terroristen was echter niet onmiddellijk duidelijk. Velen namen aan dat het separatisten uit het nabijgelegen Tsjetsjenië moesten zijn geweest, maar Aslambek Aslachanov had dit ontkend: "Zij waren geen Tsjetsjenen. Toen ik met hen in het Tsjetsjeens begon te praten, antwoordden zij: Wij begrijpen u niet, spreek Russisch."
De Russische regering verklaarde dat de groep bestond uit een internationaal gezelschap van Arabieren, Tataren, Kazachen, Tsjetsjenen, Oezbeken en zelfs een plaatselijke inwoner.
De Tsjetsjeense separatistische leider Aslan Maschadov ontkende dat zijn troepen bij de belegering betrokken waren. Hij veroordeelde de gijzeling en alle aanvallen tegen burgers via een verklaring die door zijn gezant Achmed Zakajev werd verspreid.
Uiteindelijk werd de identiteit van 32 gijzelnemers bekend. Onder hen waren 5 vrouwen.
In mei 2005 werd de enige bekende beschuldigde terrorist van het bloedbad, Noer-Pasji Kulajev berecht in een Russische rechtbank in Noord-Ossetië. Alle plaatselijke advocaten weigerden Kulajev te verdedigen. Albert Plijev werd uiteindelijk aangesteld tot advocaat. Onder de plaatselijke bewoners heerste grote woede: ze wilden ofwel de beklaagde lynchen, of ze wilden hem tot de doodstraf veroordeeld zien. Kulajev werd officieel beschuldigd van moord, terrorisme, ontvoering en andere misdaden en is op zeven aanklachten schuldig bevonden. Op 26 mei 2006 werd hij tot levenslang veroordeeld, hoewel hij volgens de rechter de doodstraf verdiende. Maar in Rusland is de doodstraf afgeschaft, dus werd zijn straf omgezet.